# Boucles de la Charente-Maritime
Les Boucles de la Charente-Maritime sont une course cycliste française disputée au mois de mai dans le département de la Charente-Maritime. Créée en 1984, cette compétition se déroule sur plusieurs étapes depuis 2008. Elle est organisée par le club A.PO.GÉ U Charente-Maritime.
Les Boucles sont inscrites au calendrier national de la Fédération française de cyclisme. Elles ont également fait partie du programme de la Coupe de France des Clubs de Nationale 2.
En 2020, la course est dans un premier temps annulée en raison de la pandémie de Covid-19. Elle est finalement organisée au mois de septembre.

## Palmarès
| Année                           | Vainqueur                 | Deuxième              | Troisième            |
| ------------------------------- | ------------------------- | --------------------- | -------------------- |
| Tour du Canton de Gémozac       |                           |                       |                      |
| 1984                            | Laurent Mazeaud           |                       |                      |
| 1985                            | Fernand Lajo              | Jean-Claude Daragnés  | Jean-François Lantot |
| 1986                            | Gérard Simonnot           | Patrick Friou         | Jean-François Lantot |
| 1987                            | Laurent Brochet           | Nicolas De Bacco      | Philippe Mondory     |
| 1988                            | Pierre-Raymond Villemiane | Thierry Mézin         | Gérard Ianotto       |
| 1989                            | Philippe Bocquier         | Rémi Richard          | Xavier Martin        |
| 1990                            | Philippe Escoubet         | Gérard Ianotto        | Pascal Berger        |
| 1991                            | Thierry Ferrer            | Olivier Ouvrard       | Laurent Mazeaud      |
| 1992                            | Vincent Guillout          | Jean-François Anti    | David Marié          |
| 1993                            | Pascal Berger             | Laurent Mazeaud       | Andy Hurford         |
| 1994                            | Stéphane Barthe           | Philippe Mauduit      | Éric Frutoso         |
| 1995                            | Guillaume Destang         | Gilles Chauvin        | Éric Fouix           |
| 1996                            | Philippe Mauduit          | Andy Hurford          | Olivier Ouvrard      |
| 1997                            | Olivier Asmaker           | Francis Bareille      | Anthony Supiot       |
| 1998                            | Gilles Canouet            | Stéphane Bellicaud    | David Marié          |
| 1999                            | Yvonnick Bolgiani         | Stéphane Bellicaud    | Sébastien Pineau     |
| 2000                            | Frédéric Delalande        | Bertrand Guerry       | Jérôme Bouchet       |
| 2001                            | Bertrand Guerry           | Cédric Hervé          | Stéphane Bellicaud   |
| 2002                            | Hayden Roulston           | Tony Mann             | Denis Leproux        |
| 2003                            | Tarmo Raudsepp            | Sébastien Duret       | Dominique David      |
| 2004                            | Jérôme Bonnace            | Romain Chollet        | Laurent Chotard      |
| 2005                            | Stéphane Bellicaud        | Julien Belgy          | Denis Kudashev       |
| 2006                            | Stéphane Bellicaud        | Frédéric Mainguenaud  | Salva Vilchez        |
| 2007                            | Gilles Canouet            | Fabien Fraissignes    | Willy Perrocheau     |
| Boucles Nationales du Printemps |                           |                       |                      |
| 2008                            | Paul Poux                 | Mickaël Damiens       | Médéric Clain        |
| 2009                            | Gwénaël Teillet           | Benoît Daeninck       | Adrian Kurek         |
| 2010                            | Gwénaël Teillet           | Justin Jules          | Yann Moritz          |
| 2011                            | Romain Guillemois         | Mārtiņš Trautmanis    | Angélo Tulik         |
| 2012,                           | Alo Jakin                 | Benoît Poitevin       | Franck Charrier      |
| 2013                            | David Cherbonnet          | Jacques Bouchevreau   | Luc Tellier          |
| 2014,                           | Vincent Colas             | Hugo Hofstetter       | Cyrille Patoux       |
| 2015                            | Simon Buttner             | Victor Gousset        | Arnaud Labbe         |
| 2016                            | Christophe Masson         | Thomas Girard         | Julien Gonnet        |
| 2017                            | Fabio Do Rego             | Aurélien Daniel       | Camille Thominet     |
| 2018                            | Sten Van Gucht            | Alan Riou             | Fabio Do Rego        |
| 2019                            | Baptiste Bleier           | Radoslav Konstantinov | Baptiste Constantin  |
| 2020                            | Florent Castellarnau      | Mickaël Guichard      | Jean-Louis Le Ny     |
| 2021                            | Raphaël Parisella         | Léo Bouvier           | Jason Oosthuizen     |
| Boucles de la Charente-Maritime |                           |                       |                      |
| 2022                            | Titouan Margueritat       | Asbjørn Madsstuen     | Théo Menant          |
| 2023                            | Louis Pijourlet           | Edward Ouellet        | Corentin Ermenault   |
| 2024                            | Victor Papon              | Simon Millon          | Ludovic Morice       |
| 2025                            | Julien Marin              | Manu Guerinel         | Louis Dudek          |